# Islam-Beka Albiyev
Islam-Beka Tsilimovich Albiev (en russe : Ислам-Бека Саид-Цилимович Альбиев); né le 28 décembre 1988 à Grozny en République socialiste soviétique autonome de Tchétchénie-Ingouchie, est un lutteur tchétchéne de nationalité russe spécialiste de la lutte gréco-romaine.
En 60 kg, il a remporté la médaille d'or aux Jeux olympiques d'été de 2008, aux Championnats du monde de lutte 2009 et aux Championnats d'Europe de lutte 2009. On lui décerne l'Ordre de l'Amitié pour sa performance. En catégorie des moins de 66 kg, il est médaillé de bronze aux Championnats d'Europe de lutte 2012, médaillé d'argent aux Championnats du monde de lutte 2013 et à l'Universiade d'été de 2013 et médaillé d'or aux Championnats d'Europe de lutte 2016.